# Contea di Macoupin
La contea di Macoupin ( in inglese Macoupin County ) è una contea dello Stato dell'Illinois, negli Stati Uniti. La popolazione al censimento del 2000 era di 49 019 abitanti. Il capoluogo di contea è Carlinville.